# Shinshiro
Shinshiro (jap. 新城市 Shinshiro-shi) – miasto w Japonii, w prefekturze Aichi, na wyspie Honsiu.

## Położenie
Miasto leży we wschodniej części prefektury i sąsiaduje:
- Okazaki
- Toyohashi
- Toyokawa
- Toyota
- Hamamatsu

## Historia
Wraz z utworzeniem nowego systemu administracyjnego 1 kwietnia 1889 roku w powiecie Minamishitara powstała miejscowość Shinshiro. Status miasta Shinshiro zdobyło 1 listopada 1958 roku.

## Populacja
Zmiany w populacji Shinshiro w latach 1970–2015:
| Rok  | Populacja |
| ---- | --------- |
| 1970 | 54 042    |
| 1975 | 54 204    |
| 1980 | 54 239    |
| 1985 | 54 965    |
| 1990 | 54 583    |
| 1995 | 54 602    |
| 2000 | 53 603    |
| 2005 | 52 178    |
| 2010 | 49 864    |
| 2015 | 47 133    |